# Бе-сюр-Сей
Бе-сюр-Сей (фр. Bey-sur-Seille) — коммуна во французском департаменте Мёрт и Мозель, региона Лотарингия. Относится к  кантону Номени.

## География
Расположен в 17 км к северо-востоку от Нанси. Соседние коммуны: Ланфруакур на северо-западе, Бьонкур на юго-востоке.

## Демография
Население коммуны на 2010 год составляло 158 человек.
| 1962 | 1968 | 1975 | 1982 | 1990 | 1999 | 2010 |
| ---- | ---- | ---- | ---- | ---- | ---- | ---- |
| 100  | 94   | 96   | 107  | 130  | 167  | 158  |